# TROPICALISM -0°
『TROPICALISM -0°』（トロピカリズムマイナスゼロ）は、日本のロックバンドであるTHE BOOMが発表した7枚目のアルバム。1996年7月1日発売。

## 解説
当時所属していたソニー・ミュージックレコーズからリリースされた、最後のアルバム。アルバム先行シングルとして「手紙」（1995年12月13日発売）と「時がたてば」（1996年5月22日発売）が発表される。
1996年5月に念願であったブラジルでのツアー（3都市4公演）を成功させたTHE BOOMは「氷点下の熱情主義」をコンセプトとして前作の『極東サンバ』に引き続きブラジル音楽が中心のアルバムを発表。
内容も前作以上にブラジル音楽への思いを昇華させたものとなっている。宮沢和史は当時、ジルベルト・ジルに傾倒しており、後年、本作に関して「トロピカリズモ（ブラジルの文化運動）に対する日本からの返答」と語っている。
『極東サンバ』に続き、チト河内率いるCHITO CHANGÓ、モーガン・フィッシャーが参加。
「JUSTIN」では、シンガポールのミュージシャンであるディック・リーと彼の兄弟がコーラスに参加。
「僕」でギタリストの小林孝至が初めてボーカルを担う。
本作は2005年8月3日にデジタルリマスターされ再発売。ボーナス・トラックとして「手紙」（シングル・オリジナル・ヴァージョン）が収録。

## 収録曲
| 全作詞・作曲: 宮沢和史（※特記以外）。 | |                        |                        |      |
| #                                     | タイトル | 作詞                   | 作曲・編曲             | 時間 |
| 1.                                    | 「JUSTIN」 | 宮沢和史 （※特記以外） | 宮沢和史 （※特記以外） | 2:20 |
| 2.                                    | 「TROPICALISM」 | 宮沢和史 （※特記以外） | 宮沢和史 （※特記以外） | 6:20 |
| 3.                                    | 「漁火」 | 宮沢和史 （※特記以外） | 宮沢和史 （※特記以外） | 2:06 |
| 4.                                    | 「TIMBAL YELÉ」 | 宮沢和史 （※特記以外） | 宮沢和史 （※特記以外） | 4:02 |
| 5.                                    | 「Call my name」(シングル「時がたてば」カップリング曲。) | 宮沢和史 （※特記以外） | 宮沢和史 （※特記以外） | 5:28 |
| 6.                                    | 「街はいつも満席」 | 宮沢和史 （※特記以外） | 宮沢和史 （※特記以外） | 3:11 |
| 7.                                    | 「砂の岬 Ponta de Areia」(※作詞・作曲: MILTON NASCIMENTO・FERNANDO BRANT／日本語詞: 国安真奈・宮沢和史／MILTON NASCIMENTOのカヴァー。シングル「手紙」カップリング曲。) | 宮沢和史 （※特記以外） | 宮沢和史 （※特記以外） | 4:29 |
| 8.                                    | 「JET LAG」(※作詞: 宮沢和史・DECK LEE) | 宮沢和史 （※特記以外） | 宮沢和史 （※特記以外） | 4:59 |
| 9.                                    | 「手紙（DOWN TO TRIP MIX）」 | 宮沢和史 （※特記以外） | 宮沢和史 （※特記以外） | 5:05 |
| 10.                                   | 「幸せと書いた手紙」 | 宮沢和史 （※特記以外） | 宮沢和史 （※特記以外） | 3:43 |
| 11.                                   | 「Samba de Tokyo」 | 宮沢和史 （※特記以外） | 宮沢和史 （※特記以外） | 4:45 |
| 12.                                   | 「ほほえみ」 | 宮沢和史 （※特記以外） | 宮沢和史 （※特記以外） | 4:21 |
| 13.                                   | 「空想の戦場」(※作曲: 小林孝至) | 宮沢和史 （※特記以外） | 宮沢和史 （※特記以外） | 4:31 |
| 14.                                   | 「僕」(※作詞・作曲: 小林孝至) | 宮沢和史 （※特記以外） | 宮沢和史 （※特記以外） | 5:23 |
| 15.                                   | 「夢を見た」(※作詞: 矢野顕子) | 宮沢和史 （※特記以外） | 宮沢和史 （※特記以外） | 4:59 |
| 16.                                   | 「時がたてば」 | 宮沢和史 （※特記以外） | 宮沢和史 （※特記以外） | 4:49 |
| 17.                                   | 「手紙（Single Version）」(ボーナス・トラック／2005年再発盤のみ収録。)                                                                                                 | 宮沢和史 （※特記以外） | 宮沢和史 （※特記以外） | 5:06 |
| 合計時間:                             | 合計時間: | 75:37                  |                        |      |

## ツアー
このアルバムに連動したツアー「TROPICALIZE TOUR」が1996年7月23日から10月20日まで行われた。その後、総集編のアリーナ・ツアー「TROPICALIZE TOUR FINAL」が同年12月19日から1997年1月14日まで約1ヶ月間行われた。この後、THE BOOMはグループとしての活動をしばらく停止することになる。